# Carl David Moselius

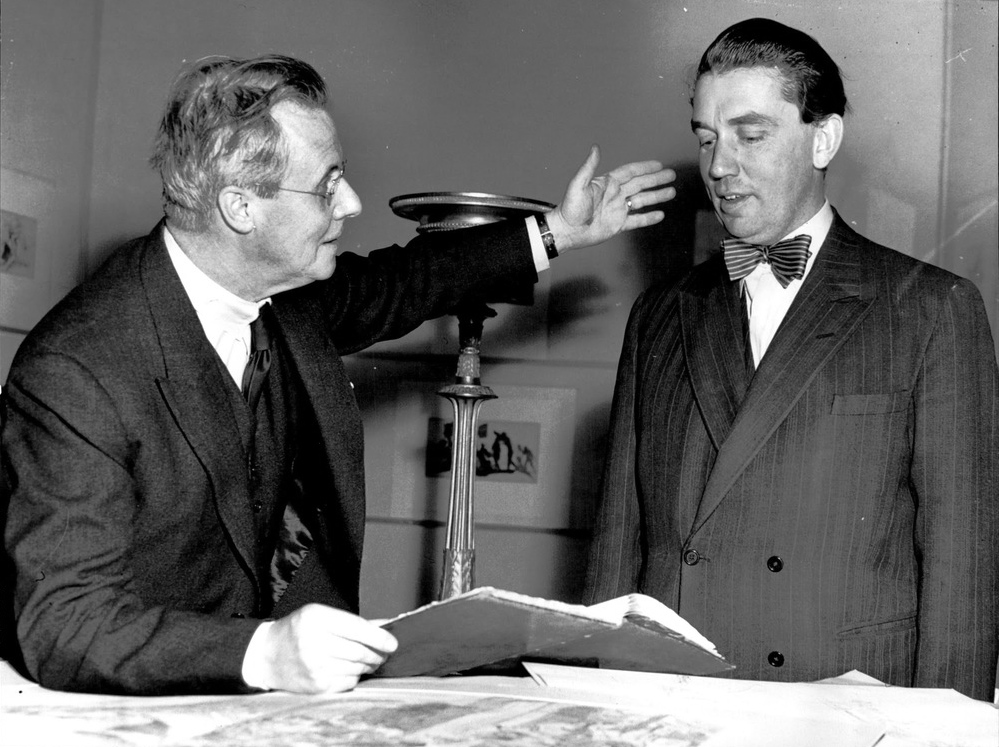
Moselius (till vänster) förevisar en teckning av Louis Masreliez för sin medhjälpare Runar Strandberg.

Carl David Moselius, född den 14 juli 1890 i Karlstad, död den 2 januari 1968 i Stockholm, var en svensk konstförfattare. 
Moselius blev filosofie doktor i Stockholm 1924 på en avhandling om Louis Masreliez med en inledning om dennes fars och brors verksamhet på Stockholms slott. Moselius utgav även brev från Masreliez samt studier om fransk och svensk 1700-talskonst i Nationalmusei årsbok, "Nordisk tidskrift", "Ord och bild" med flera publikationer. Han biträdde vid restaureringsarbeten i Haga och Stockholm samt lämnade konstkritiska uppsatser till tidningar.